# ペレジチェープィネ
ペレジチェープィネ（ウクライナ語: Переще́пине）はウクライナのドニプロペトローウシク州ノヴォモスコーウシク地区にある都市。オーリリ川の河岸に位置する。都市の高さは海抜90 mである。面積は12.91 km²。人口は9,639人 (2022年1月1日)。
ペレジチェープィネは17世紀に創建された。2000年に市制施行された。
市内ではペレジチェープィネ駅がある。首都キエフまでの直線距離は380 kmとなっている。州庁所在地までの直線距離は69 kmとなっている。